# Lego Mosaik

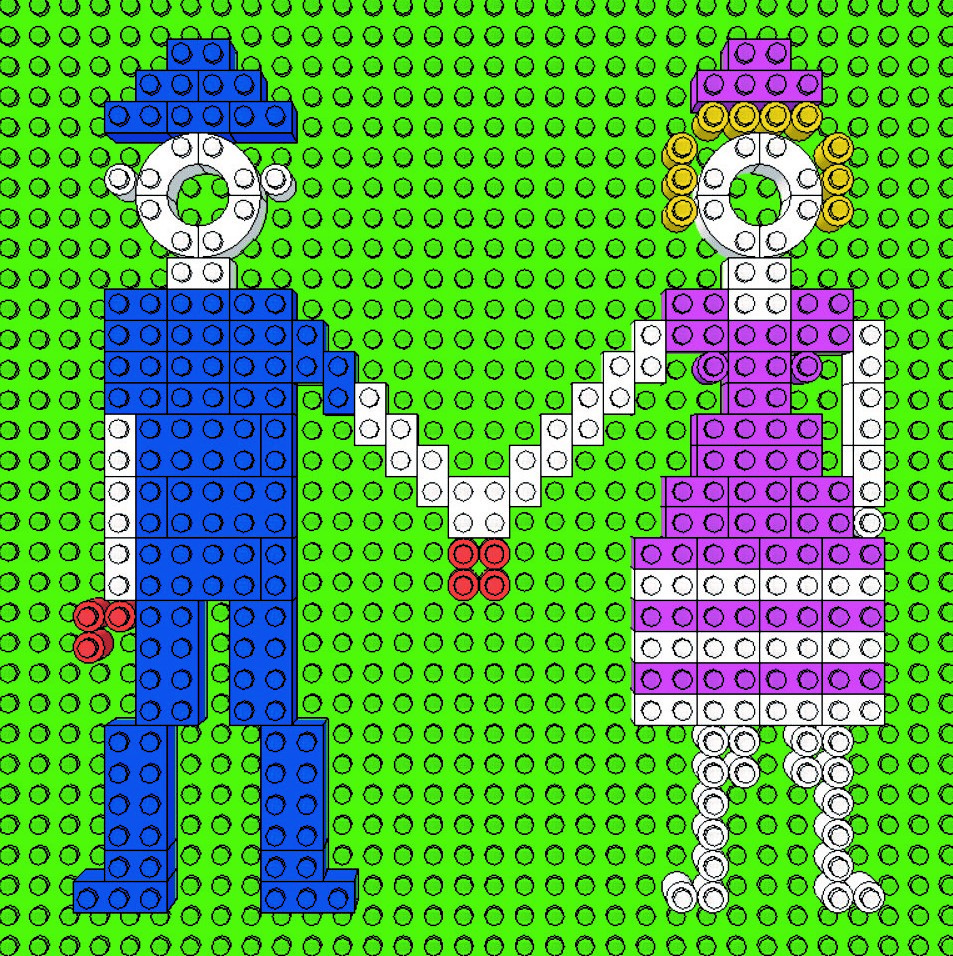

Lego Mosaik je řada stavebnic, vyrobených v podniku LEGO (později The LEGO Group) v roce 1955. Jedná se o jednu z nejmenších stavebnicových řad Lego. Obsahuje pouze dva sety, sestávající z malých kostek, z nichž se na větší desku sestavovaly mozaikové obrázky. Tato řada nebyla příliš úspěšná, prodej byl slabý, a tak byla produkce rychle ukončena.  
V roce 2020 byl podobný koncept uplatněn u řady Lego Dots a Lego Art, tentokrát však s výrazně větším úspěchem.

## Sady
- 1300 - Mosaik malá sada
- 1301 - Mosaik velká sada